# 貝毒

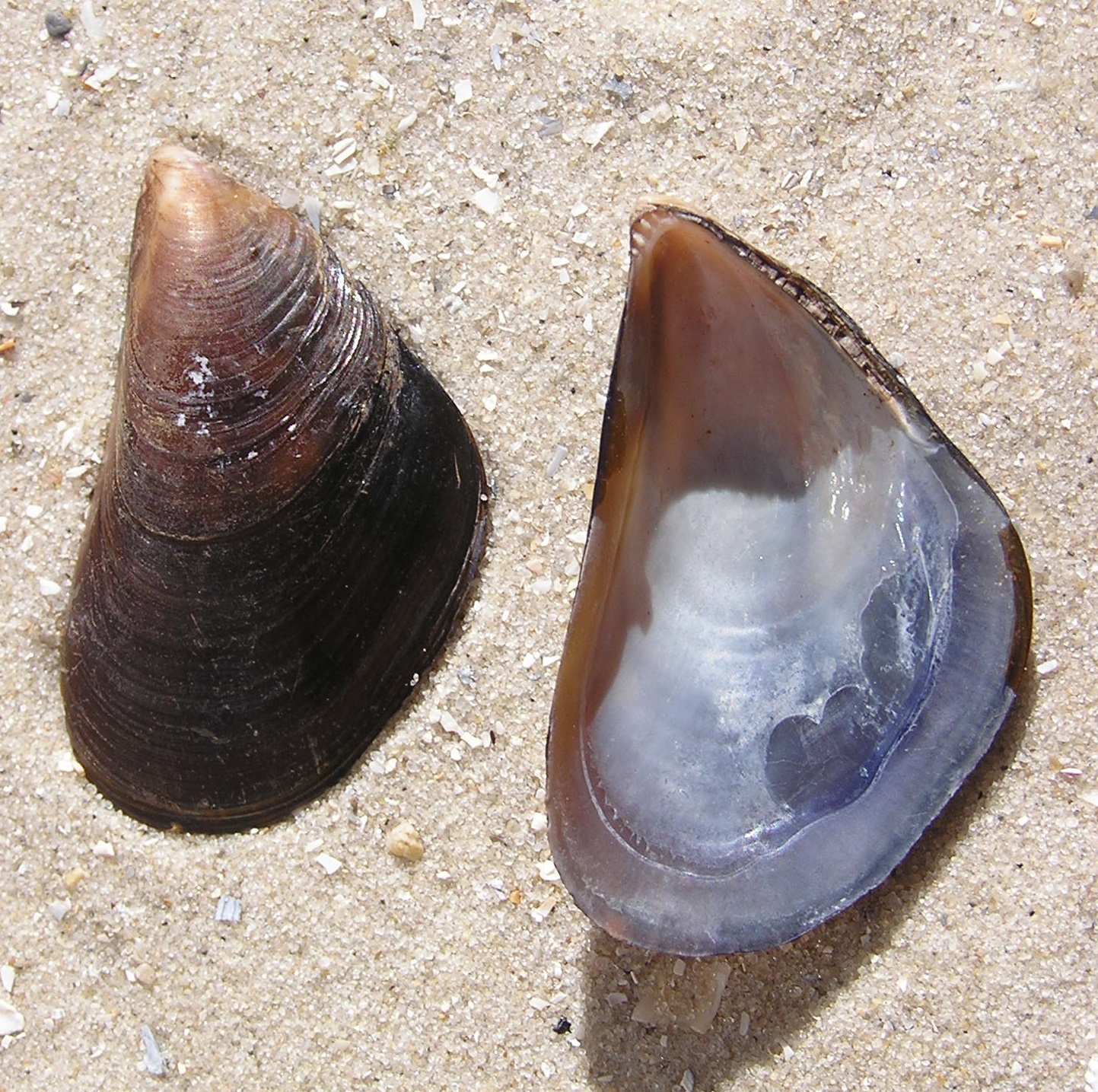
已知容易累積貝類毒素的紫貽貝。

貝毒（英語：Shellfish poisoning）包括四種綜合症，它們有一些共同特徵，主要與双壳纲軟體動物（如貽貝、蛤蜊、牡蠣和扇貝）有關。 作為滤食性动物，這些貝類可能會累積藍藻、矽藻和甲藻等微小藻類產生的毒素。

## 概述
貝毒一詞用於描述貝類攝食海水中有毒浮游生物（如甲藻）後積累毒素並被食用而引起的食物中毒症狀。毒素不會因為加熱而變得無毒，毒素的積累也不會改變貝類的味道。
食用有毒的蛤蜊会引起胃肠道（腹泻）和神经系统中毒症状，有时会导致100多人同时死亡（1942年的濱名湖蛤蜊貝毒事件）。
有毒浮游生物通常出現在水溫開始上升的4月至5月左右。
毒素的 "累積難易度 "和 "排泄"（新陳代謝）速度因貝類種類而異。 換句話說，即使是來自同一海域的貝類，不同貝類的中毒持續時間也不同，可能會也可能不會引起中毒。 扇貝和貽貝的中毒期相對較長，而牡蠣的中毒期較短。
導致貝毒的有毒浮游生物，即使濃度低至 1 公升海水中只有幾個細胞，也能使貝類中毒。 因此，即使有毒浮游生物普遍存在於海洋中並使貝類中毒，也不會出現因浮游生物大量繁殖而導致海域變色的現象，如赤潮。

## 綜合症
这些綜合症是：
- 失忆性贝毒（ASP）
- 腹泻性贝毒（DSP）
- 神经性贝毒（NSP）
- 麻痺性貝毒（PSP）

## 治療方法
血清或解毒劑等具體療法尚未確立。 症狀治療包括洗胃和人工呼吸。

## 貝類以外的生物中毒
椰子蟹（主要捕食有毒的双壳纲貝類）和北海道毛蟹（龍蝦的近親）也有中毒的報告。 在發生貝毒的水域捕獲的個體可能會在肝胰腺部分（蟹肉部分）積累有毒成分。 這是由於大量攝取動物性食物所造成的。

## 貝毒歷史事件

### 日本濱名湖事件
濱名湖蛤蜊中毒事件是1942年3月至1950年期间在日本静冈县濱名湖爆发的一起主要由蛤仔和蛤蜊引起的食物中毒事件。 據說第一次爆發是在3月2日左右，地點在静冈县濱名郡（現湖西市）二町新浜附近。 東京大學醫學院的秋葉朝一郎（Asaichiro Akiba）在1949 年的報告中指出，疫情爆發始於1942年3月20日左右。 3月28日禁止在該地區捕撈貝類，並於4月4日結束。 當時共有334名患者，其中144人死亡。 第二年，也就是1943年，又发生了16起病例，其中6人死亡:p.231。然而，一些資料顯示，1943 年的死亡人數為7人。。
1949年，秋葉报告说，这种有毒物质不溶于乙醇，但易溶于甲醇，呈浅棕色粉末状:p.243，并将其命名为蛤毒（Venerupin），因为它可能是一种不同于贻贝和河豚毒的未知物质:p.244、 当时，人们认为甲藻膝溝藻 (Gonyaulax) 产生的毒素可能是食物中毒的原因，并提出了细菌和浮游生物原因的各种理论。 在 2003 年的一篇评论中，Tamao Noguchi 谈到了这个问题，并解释说中毒原因不明。

## 外部連結
- （英文）與有害藻類有關的人類疾病